# 瓦勒里安·伊斯梅尔
瓦勒里安·伊斯梅尔（法語：Valérien Ismaël，1975年9月28日—）是一名法国前足球运动员及现任足球教练。在他作为球员司职后卫期间，曾分别随云达不来梅（2004年）及拜仁慕尼黑（2006年）夺得德国足球冠军。2016年10月17日至2017年2月，伊斯梅尔接替黑金就任德甲俱乐部沃尔夫斯堡的主教练。2020年10月，伊斯梅尔担任英冠球队巴恩斯利领队。

## 早年生涯
伊斯梅尔在法国东部城市斯特拉斯堡出生及成长，其母亲为阿尔萨斯人，父亲则来自瓜德罗普，并曾是一位驻扎在德法边境城市凯尔的军人。

## 球员生涯
伊斯梅尔于1982年开始在奥尔特赞（AS Holtzheim）踢足球，并在两年后转入斯特拉斯堡竞赛俱乐部的足球学校。自1993年起，他与俱乐部签订了一份为期四年的职业合同，并在1994年1月15日对阵戛纳的比赛中完成法甲首秀。效力斯特拉斯堡期间，伊斯梅尔共参加了87场法甲联赛及射入1球；此外亦曾在欧洲联盟杯获得过5次出场及射入1球。
1998年1月，英超升班马水晶宫以275万英镑的价格签入伊斯梅尔，创造了该俱乐部史上最为昂贵的转会记录。尽管如此，伊斯梅尔仅代表伦敦俱乐部在1997-98赛季参加过13场联赛。随后，他返回法国加盟当时的法甲冠军朗斯，并签约4年。
在效力朗斯的4年期间，伊斯梅尔曾于2000-01赛季被租借回斯特拉斯堡，但无法帮助他们避免降级。然而，他却能够随队在法国足协杯决赛中通过点球大战击败亚眠，加冕冠军。在2001-02赛季，他代表朗斯完成了一个出色的赛季，在法甲出场33次并射入4球。至2002-03赛季，随着斯特拉斯堡重新升入法甲，伊斯梅尔继而再次转会至该俱乐部。
随着伊斯梅尔的“三进宫”，伊斯梅尔被任命为斯特拉斯堡队长。他率领球队在法甲获得了体面的第十三名，并因自己在防守端的出色表现而引起欧洲其它俱乐部的广泛关注。在效力斯特拉斯堡的最后一个赛季中，他共出场26次并射入2球。而在赛季结束后，他被时任俱乐部主教练的伊万·哈谢克放弃。

### 德甲生涯

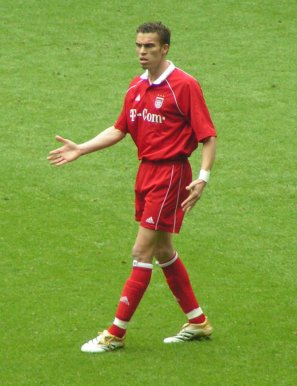
伊斯梅尔代表拜仁出赛（2006年）

2003-04赛季，德甲俱乐部云达不来梅因原主力后卫弗兰克·维尔拉特转投奥地利维也纳，为加强防守，他们与伊斯梅尔签订了一份租借合同。2003年8月2日（第一轮），伊斯梅尔在时任主教练麾下完成了德甲首秀，帮助不来梅在客场以3比0战胜柏林赫塔。首季他共出场32次及射入4球，跟随俱乐部夺得德甲及德国足协杯的双冠王。在随后的赛季，不来梅将伊斯梅尔正式买断，在那里他再度交出32场4球的成绩单，然而俱乐部仅获联赛第三，足协杯亦卫冕失败。他还在欧冠联赛出场7次，并有2球入账。
伊斯梅尔于2005年7月加盟拜仁慕尼黑。他被时任主教练的视为可靠的中后卫——只要他幸免受伤。他在俱乐部的首秀便吃到红牌，但仍完成了30次联赛出场，随队获得其职业生涯的第二次德甲及杯赛双冠王。然而，由于受到长期伤病影响，伊斯梅尔在2006-07赛季仅出场1次。他在开季后不久便遭遇小腿及胫骨骨折，此后他又被查明患有良性肿瘤并进行移除手术。直至2007年3月3日，伊斯梅尔才再次重返赛场，代表拜仁慕尼黑二队在以1比2不敌埃费尔斯贝格的南部地区联赛中射入1球。总体而言，伊斯梅尔共代表拜仁慕尼黑出战31场联赛及无入球；欧冠则出场7次，并在1比4不敌AC米兰的比赛中射入1球。
2008年1月，伊斯梅尔转会至汉诺威96，以加强球队的防守并担任新队友的领袖。他在汉诺威的首秀便是对阵老东家拜仁慕尼黑。在前45分钟，伊斯梅尔表现良好，帮助球队维持0比0的均势；但在他因轻伤下场后，汉诺威在下半场被连入3球告负。在2008年9月，伊斯梅尔再遭打击，由于两年前膝关节手术的后遗症，自此因骨骼积水产生的疼痛便再无减轻过。由于进一步的伤害和不良的康复预后，伊斯梅尔最终于2009年10月5日正式退役。他职业生涯的最后一场比赛是在2008年9月19日（第二轮），以0比4惨败于勒沃库森。效力汉诺威期间，他合共在联赛中出场18次。

### 国家队生涯
伊斯梅尔曾入选所有年龄组别的法国青年国家足球队。当始终无法获得法国成年组国家队的征召后，他表达了为德国效力的愿望。然而这遭到了德国足球协会的拒绝，因为他与德国的关系不足。对于德国小报《图片报》发表的相关报道，伊斯梅尔对体育杂志《踢球者》作出如下回应：“这不是真的，我是法国人，我仍然希望有机会代表法国踢球。我在德国感觉良好，但我不想一厢情愿。只有克林斯曼想要我，我们才会讨论相关的可能性”。如果时任德国队主教练的对他感兴趣，伊斯梅尔愿意查验他的血统。法国足球专家热诺·洛尔对于长期不考虑伊斯梅尔的理由解释如下：“尽管瓦勒里安曾是法国U21的一员，但他从来没有与高卢雄鸡（法国队昵称）联系在一起。当然瓦勒里安是一个高水平的中后卫，但他从未有令人印象深刻的表现足以与国家队的对位者竞争”。洛尔最后表示：“伊斯梅尔是由于一些强大的竞争对手而失败”。对此伊斯梅尔则有不同意见：“他们曾使用一些著名的球员，没问题。但如今，我不比在阵中的那些人差”。伊斯梅尔于2005年10月再次提出代表德国国家队效力的请求，但再次遭到拒绝。2006年3月末，德国足协宣布伊斯梅尔没有入选德国队的资格，因为他在1996年8月曾代表法国参加过歐洲U-21足球錦標賽的预选赛。根据国际足联规则，他需要在1996年便转换为德国公民权。
据报道，多哥国家足球队亦希望召入伊斯梅尔以参加2006年世界杯足球赛，因为他的前妻为多哥后裔，但球员否决了这份提议的方式和兴趣。

## 教练生涯
在从职业球员退役后，伊斯梅尔先是于2009年10月10日被任命为汉诺威96的助理教练。从2010年6月24日起，他也是俱乐部的董事会成员。在2011年11月考取教练证书后，他开始执掌汉诺威96二队，率队征战北部地区联赛。至2013-14赛季，伊斯梅尔转而接过沃尔夫斯堡二队的教鞭，成为原主帅洛伦茨-京特尔·克斯特纳的继任者。他签署了一份期至2016年6月30日的合同。在沃尔夫斯堡期间，他成功率队夺得北部地区联赛冠军，却在德丙升级附加赛中不敌索嫩霍夫大阿斯帕赫。
在2014-15赛季，伊斯梅尔正式就任刚降级至德乙的纽伦堡主教练。2014年8月3日，他在该赛季德乙首轮比赛中以1比0战胜厄尔士山奥厄取得开门红。但在第二轮面对格罗伊特菲尔特的弗兰肯德比中，纽伦堡以1比5惨败。而在8月15日进行的德国足协杯首轮，纽伦堡更是惨遭丙级联赛球队杜伊斯堡淘汰。在经过13轮联赛仅取得4胜之后，伊斯梅尔于2014年11月10日被俱乐部解职。
自2015年夏季起，伊斯梅尔作为原在2014年接替其职位的布尔达里奇的继任者，再度执掌沃尔夫斯堡二队。2016年10月17日，当沃尔夫斯堡一线队的主教练黑金被解雇后，伊斯梅尔先是以临时身份入主，后自2016年11月16日至2017月2月成为沃尔夫斯堡一线队的正式主教练。

### 执教数据
最後更新：2016年11月26日
| 俱乐部         | 自             | 至             | 成绩 | 成绩 | 成绩 | 成绩 | 成绩  | 成绩          |
| 俱乐部         | 自             | 至             | 场   | 胜   | 平   | 负   | 胜%   | 注            |
| -------------- | -------------- | -------------- | ---- | ---- | ---- | ---- | ----- | ------------- |
| 汉诺威96二队   | 2011年11月28日 | 2013年6月30日  | 45   | 22   | 10   | 13   | 48.89 | [ 29 ] [ 30 ] |
| 沃尔夫斯堡二队 | 2013年7月1日   | 2014年6月5日   | 36   | 23   | 6    | 7    | 63.89 | [ 32 ]        |
| 纽伦堡         | 2014年6月5日   | 2014年11月10日 | 14   | 4    | 2    | 8    | 28.57 | [ 34 ]        |
| 沃尔夫斯堡     | 2016年10月17日 | 当前           | 6    | 2    | 1    | 3    | 33.33 |               |
| 总计           | 总计           | 总计           | 101  | 51   | 19   | 31   | 50.50 | —             |

## 荣誉

### 球员身份
斯特拉斯堡
- 图图杯冠军：1995年
- 法国联赛杯冠军：1997年
- 法国盃冠军：2001年

朗斯
- 法国联赛杯冠军：1999年

云达不來梅
- 德国足球冠军：2004年
- 德国足协杯冠军：2004年

拜仁慕尼黑
- 德国足球冠军：2006年
- 德国足协杯冠军：2006年

### 主教练身份
狼堡二队
- 北部地区联赛冠军：2014年、2016年